# Desisa malaccensis
Desisa malaccensis là một loài bọ cánh cứng trong họ Cerambycidae.